# 吉爾鎮區 (印地安納州沙利文縣)
吉爾鎮區（英語：Gill Township）是位於美國印地安納州沙利文縣的一個行政鎮區。

## 地方資料
根據2010年美國人口普查的數據，吉爾鎮區的面積為158.20平方千米，當中陸地面積為155.70平方千米，而水域面積為2.50平方千米。當地共有人口871人，而人口密度為每平方千米5.51人。